# Ceraphron formicarius
Ceraphron formicarius är en stekelart som först beskrevs av Jean-Jacques Kieffer 1917.  Ceraphron formicarius ingår i släktet Ceraphron och familjen pysslingsteklar. Arten är reproducerande i Sverige. Inga underarter finns listade i Catalogue of Life.